# Once Upon a Dream
Once Upon a Dream je přezpívaná píseň od americké zpěvačky a skladatelky Lany Del Rey. Byla vydána dne 26. ledna 2014 jako soundtrack pro temný fantasy film od Disney, Maleficent, což je moderní předělávka Šípkové Růženky. Sama hlavní herečka filmu Angelina Jolie si Lanu vybrala, aby tuto píseň nahrála. Předělávka se potýkala s docela kladnými recenzemi. Někteří dokonce o Laniné verzi napsali, že je mnohem temnější než originál. Je to nejrychleji stahovaná píseň v historii Google Play.

## Hudební příčky
| Žebříček (2014)                              | Nejvyšší umístění |
| -------------------------------------------- | ----------------- |
| Austrálie (ARIA)                             | 94                |
| Francie (SNEP)                               | 172               |
| Irsko (IRMA)                                 | 71                |
| Spojené království (Official Charts Company) | 60                |
| USA (Billboard Bubbling Under Hot 100)       | 5                 |